# Jovan Jovanović Zmaj
Jovan Jovanović Zmaj (ur. 24 listopada?/6 grudnia 1833 w Nowym Sadzie, zm. 1 czerwca?/14 czerwca 1904 w Sremskiej Kamenicy) – serbski pisarz, uznawany za jednego z najwybitniejszych twórców serbskiego romantyzmu.

## Życiorys
Szkołę podstawową ukończył w Nowym Sadzie, naukę gimnazjalną podjął również w Nowym Sadzie, lecz kontynuował ją w Halas, a następnie w Bratysławie. Studiował potem prawo w Peszcie, Pradze i Wiedniu. Dla ukształtowania jego poglądów literackich i politycznych największe znaczenie miał pobyt w Wiedniu, gdzie poznał m.in. Branko Radičevicia, Svetozara Mileticia i Đura Jakšicia.
Po ukończeniu studiów wrócił w 1860 r. do Nowego Sadu, gdzie rozpoczął pracę w administracji miejskiej. W Nowym Sadzie poznał Ružę Ličanin, swą przyszłą żonę. Owocem miłości i szczęśliwych lat małżeńskich jest cykl poetycki, opublikowany w tomie Đulići (od tureckiego wyrazu gül, oznaczającego różę). Ponieważ nie odpowiadała mu praca urzędnika, zrezygnował z niej poświęcając się całkowicie twórczości literackiej. Założył wówczas czasopismo literackie Javor oraz satyryczne Komarac. W 1863 r. przeniósł się do Pesztu, gdzie podjął pracę w Maticy Serbskiej. W 1864 r. utworzył w Peszcie czasopismo satyryczne zatytułowane Zmaj, którego nazwa stała się później częścią jego nazwiska.
W 1870 r. Zmaj ukończył studia medyczne i wrócił do Nowego Sadu rozpoczynając tam praktykę lekarską. Przeżył tam śmierć żony i dzieci. Lirycznym zapisem osobistej tragedii stał się tom wierszy Đulići uveoci.
Zarówno Đulići, jak i Đulići uveoci uważane są za największe osiągnięcie artystyczne Zmaja. Prócz tego jako pierwszy w literaturze serbskiej twórca poezji dziecięcej pisał on liczne utwory adresowane dla młodego czytelnika. Były one drukowane na łamach gazet i czasopism. Zmaj jest również zasłużonym tłumaczem. Przekładał głównie poezję węgierską (m.in. Sándor Petőfi, János Arany, Imre Madách), ale także niemiecką (Goethe, Heine), rosyjską (Lermontow) i angielską (Tennyson).